# Новаков, Борис Иванович
Борис Иванович Новаков (1868—1927) — герой Первой мировой войны. Участник Белого движения на востоке России, генерал-майор.

## Биография
Происходил из потомственных дворян Санкт-Петербургской губернии. Родился 1 (13) февраля 1868 года.
Образование получил в Санкт-Петербургской 6-й гимназии, по окончании которой в 1887 году поступил на военную службу.
В 1889 году окончил военно-училищные курсы при Московском пехотном юнкерском училище, откуда выпущен был подпоручиком в 88-й пехотный Петровский полк. Позднее был переведён в лейб-гвардии Резервный пехотный полк.
Произведён в поручики 30 августа 1893 года, в штабс-капитаны — 22 июля 1900 года, в капитаны — 28 марта 1905 года. Командовал ротой в течение 5 лет и 11 месяцев. Произведён в полковники на вакансию 6 декабря 1910 года.
В Первую мировую войну вступил в рядах лейб-гвардии 3-го стрелкового полка. Пожалован Георгиевским оружием
За то, что в ночь с 19-го на 20-е февраля 1915 года лично атаковал во главе своего батальона неприятельские окопы на высоте 85,0 и занял их; занятием этого важного пункта обеспечил успех всей нашей боевой линии.
Был назначен 19 марта 1915 года командиром 115-го пехотного Вяземского полка, восстановленного после гибели в Августовских лесах, а 10 декабря 1916 года — командующим бригадой 8-й Сибирской стрелковой дивизии.
В Гражданскую войну участвовал в Белом движении на Восточном фронте. С 30 декабря 1918 года назначен командиром 35-го Сибирского стрелкового полка, с 30 апреля 1919 года зачислен в резерв чинов при штабе Приамурского военного округа. Произведен в генерал-майоры с 19 марта 1919 года. С 9 июля 1919 был генералом для поручений при командующем фронтом генерале Дитерихсе, с 10 октября 1919 — генералом для поручений при инспекторе пополнений штаба Верховного главнокомандующего. С 1 мая 1920 года состоял в распоряжении командующего Дальневосточной армией, на 2 июня 1920 — генерал для поручений при том же командующем.
В эмиграции в Китае, на 1 января 1922 года — в управлении КВЖД. Состоял членом Общества офицеров гвардии на Дальнем Востоке. Затем переехал в Египет. Умер 27 июля 1927 года в Александрии. Похоронен на православном кладбище Шетби. Был холост.

## Награды
- Орден Святого Станислава 3-й ст. (1903)
- Орден Святой Анны 3-й ст. (1906)
- Орден Святого Станислава 2-й ст. (1910)
- Орден Святой Анны 2-й ст. (ВП 6.04.1914)
- Орден Святого Владимира 4-й ст. с мечами и бантом (ВП 8.04.1915)
- Георгиевское оружие (ВП 29.05.1915)
- Орден Святого Владимира 3-й ст. с мечами (ВП 16.01.1916)
- мечи к ордену Св. Анны 2-й ст. (ВП 24.05.1916)
- старшинство в чине полковника с 18 апреля 1908 года (ВП 26.06.1916)